# Kership
Kership je joint venture společnost francouzských loděnic Piriou (55%) a DCNS (45%). Založena byla v květnu 2013 za účelem prodeje hlídkových lodí původně vyvinutých v rámci rodiny válečných lodí Gowind. Zatímco loděnice DCNS staví hlavní kategorie válečných lodí, společnost Kership se zaměřuje na prodej menších civilních a válečných lodí (délka 40-95 m) stavěných podle civilních standardů, zejména pro pobřežní stráž, policii, daňové úřady a vědecké instituce. Samotná stavba plavidel přitom probíhá prostřednictvím loděnic Piriou. Vedení společnosti sídlí v Concarneau.

## Plavidla

### Argentina
Argentina objednala stavbu tří oceánských hlídkových lodí OPV87 spojenou s akvizicí oceánské hlídkové lodě L'Adroit, již dříve postavené loděnicí Naval Group. Stavba prvního plavidla začala 14. února 2019 v loděnici Piriou. Dokončení je plánováno na březen 2020.

### Černá hora
V listopadu 2024 Černohorské námořnictvo objednalo dvě hlídkové lodě typu OPV-60M o výtlaku 620 tun. Stavba plavidel začala v dubnu 2025.

### Francie
Vrcholný typ v nabídce společnosti Kership zastupuje oceánská hlídková loď L'Adroit (verze OPV 90) o výtlaku 1410 t, postavená na vlastní náklady loděnicí DCNS a na roky 2012-2015 zapůjčená francouzskému námořnictvu. L'Adroit později koupila Argentina.
V lednu 2014 společnost získala kontrakt na stavbu tří víceúčelových oceánských plavidel typu Bâtiment multi-mission (B2M) třídy D'Entrecasteaux, později rozšířený na čtyři. Plavidla byla dodána v letech 2016–2019.
V září 2015 francouzské námořnictvo objednalo stavbu čtyř pro oceánské zásobovací a hlídkové lodě typu Bâtiments de Soutien et d’Assistance Hauturiers (BSAH) třídy Loire. Plavidla mají být dodána v letech 2018–2019.

### Gabon

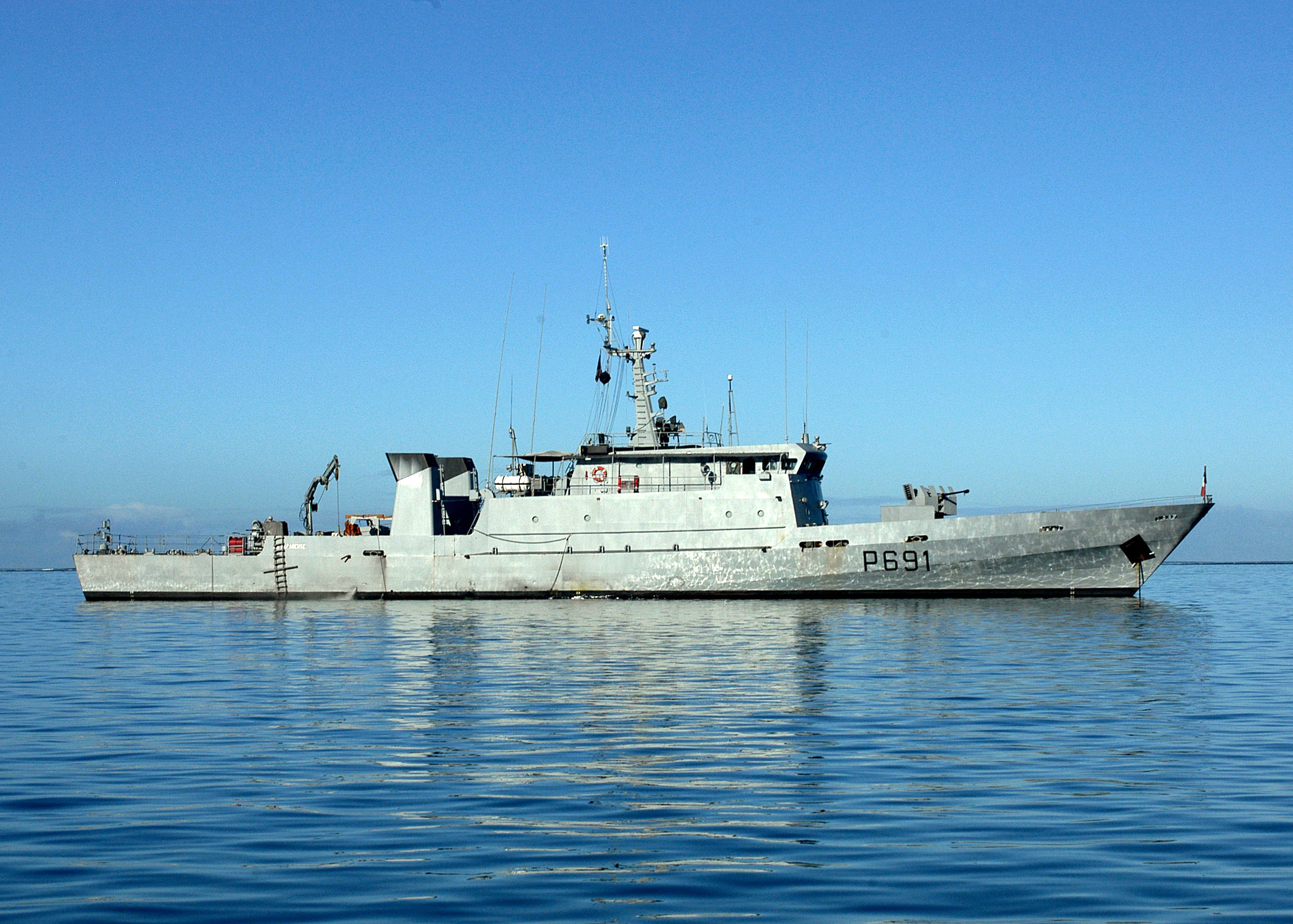
Hlídková loď La Tapageuse (P691)

Dne 30. října 2014 gabonské námořnictvo u společnosti Kership objednalo dodávku dvou hlídkových lodí. Kontrakt zahrnuje modernizovanou francouzskou hlídkovou loď La Tapageuse (P691) třídy P400 a zcela novou hlídkovou loď typové řady Kership OPV 50. Loděnice Piriou měla hlídkovou loď La Tapageuse předat v polovině roku 2015 a hlídkovou loď OPV 50 v polovině roku 2016. Osud kontraktu je však nejasný. Ještě na začátku roku 2016 Gabon za modernizovanou La Tapageuse nezaplatil a stavba OPV50 ještě nezačala. V září 2022 La Tapageuse převzalo námořnictvo Pobřeží slonoviny.

### Maroko
V červnu 2016 loděnice získala kontrakt na stavbu marocké 72m víceúčelové hydrografické lodě BHO2M (Bâtiment Hydro-Océanographique Multi-Missions) Dar al Beida (804).